# ハカマウラボシ属

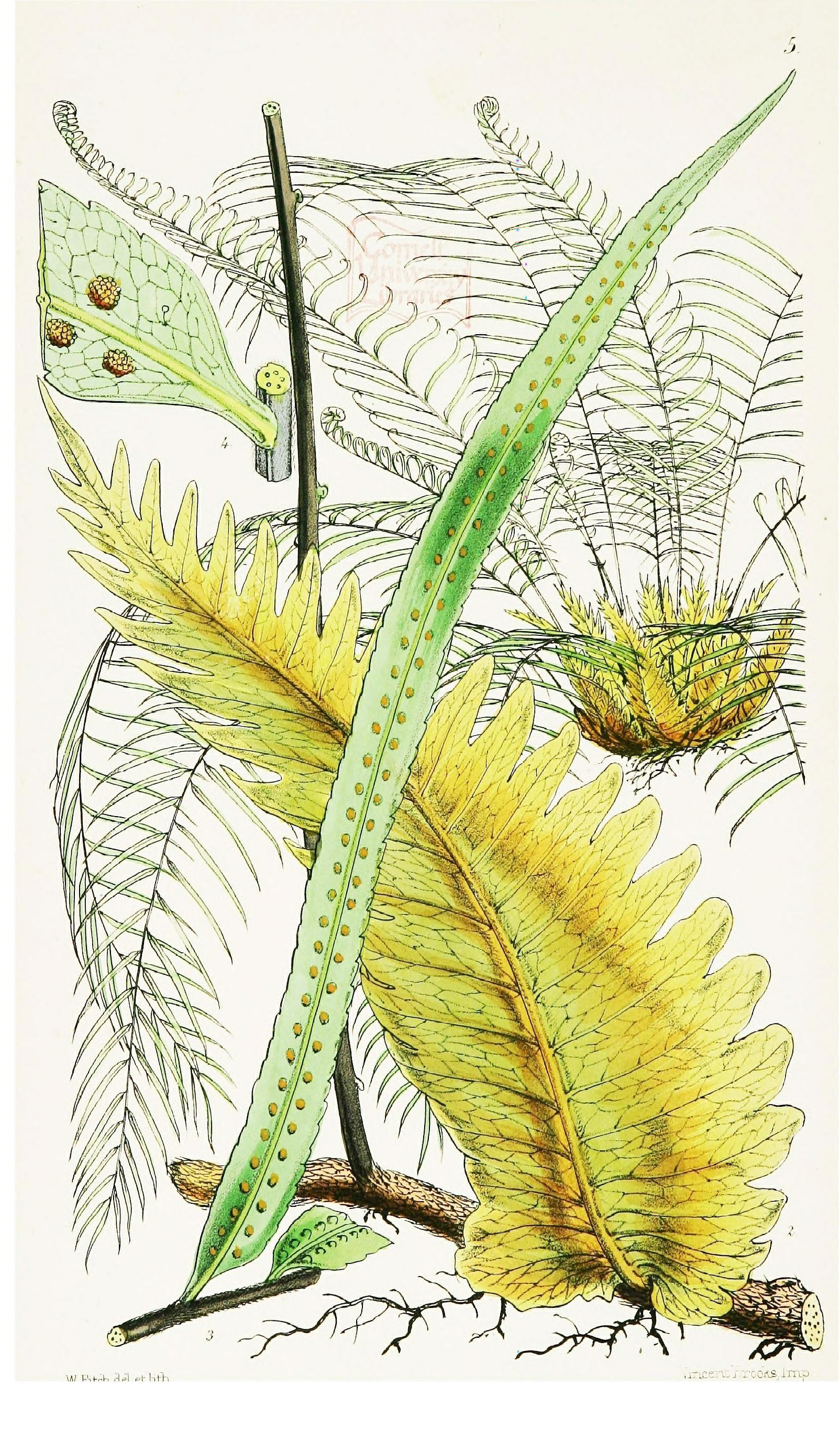
図版
D. rigidula

ハカマウラボシ属 Drynaria は、ウラボシ科のシダ植物。着生で、葉に2形があり、根元に広がる葉に落葉を貯める。

## 概説
ハカマウラボシは着生シダ植物であり、葉に2形がある。その1つが巣葉と呼ばれ、これは着生した木の幹に密着して上向きに口を開け、そこの上からの落葉を集める。これは樹上という肥料に乏しい環境でそれを集めるための適応と見られる。同様の2形は同科のビカクシダ属にも見られるものであるが、本属では巣葉が胞子葉の形、単羽状と基本的には同じ形を保っているのが特徴である。
園芸的に栽培される場合もあり、その場合には類似のカザリシダ属なども混同されることがある。

## 特徴
着生のシダ植物。根茎は太くて多肉質で、若い部分は細長い鱗片に覆われる。葉は根茎の上に少しずつ距離を置いて出る。葉にははっきりした2形がある。1つは胞子葉で、これは細長く伸び出し、単羽状に裂けるか、あるいは単羽状複葉となり、緑色で光合成をし、葉裏に胞子嚢群をつける。もう1つは比較的短くて幅広く、また柄がない葉で、これを巣葉という。巣葉は縁に大きな鋸歯があって浅く単羽状に裂け、羽状の主脈と側脈がはっきりと見て取れる。またこの葉は成長するとすぐに緑から褐色に変わるが、枯れた姿でそのまま宿在し、着生している樹幹の上にあってその葉と樹皮の隙間の部分に落ち葉を蓄える。またこの葉には胞子嚢は生じない。なお一般にウラボシ科では葉の基部に関節があって葉が枯れるとこの部分で折れて取れるが、本属ではこれが発達せず、胞子葉の場合も落葉はせず、裂片や羽片がそれぞれに枯れて外れ落ち、後に葉柄と中肋だけが残る。
葉脈は独特の複雑な構造を持ち、ドリナリア型とも呼ばれる。裂片の中脈からでるはっきりした主側脈と、このような主側脈間をそれらと直交して結びつける脈によって一次の網目が作られ、その内部に伸びる細脈で二次の網目が形成される。更にこの二次の網目の中に遊離した細脈が入り込む。胞子嚢群は包膜が無く、この遊離細脈か細脈の分岐点に生じ、それぞれの胞子嚢群は散在するものもあれば互いに繋がり合ってパターンを形成する例もあり、その型によって属の細分がなされることもある。
学名は森のニンフであるドリアス(Dryas)に由来するとも、ギリシャ語のdrys（カシワ）に由来し、巣葉がカシワの葉に似ることに由来するとも言われる。

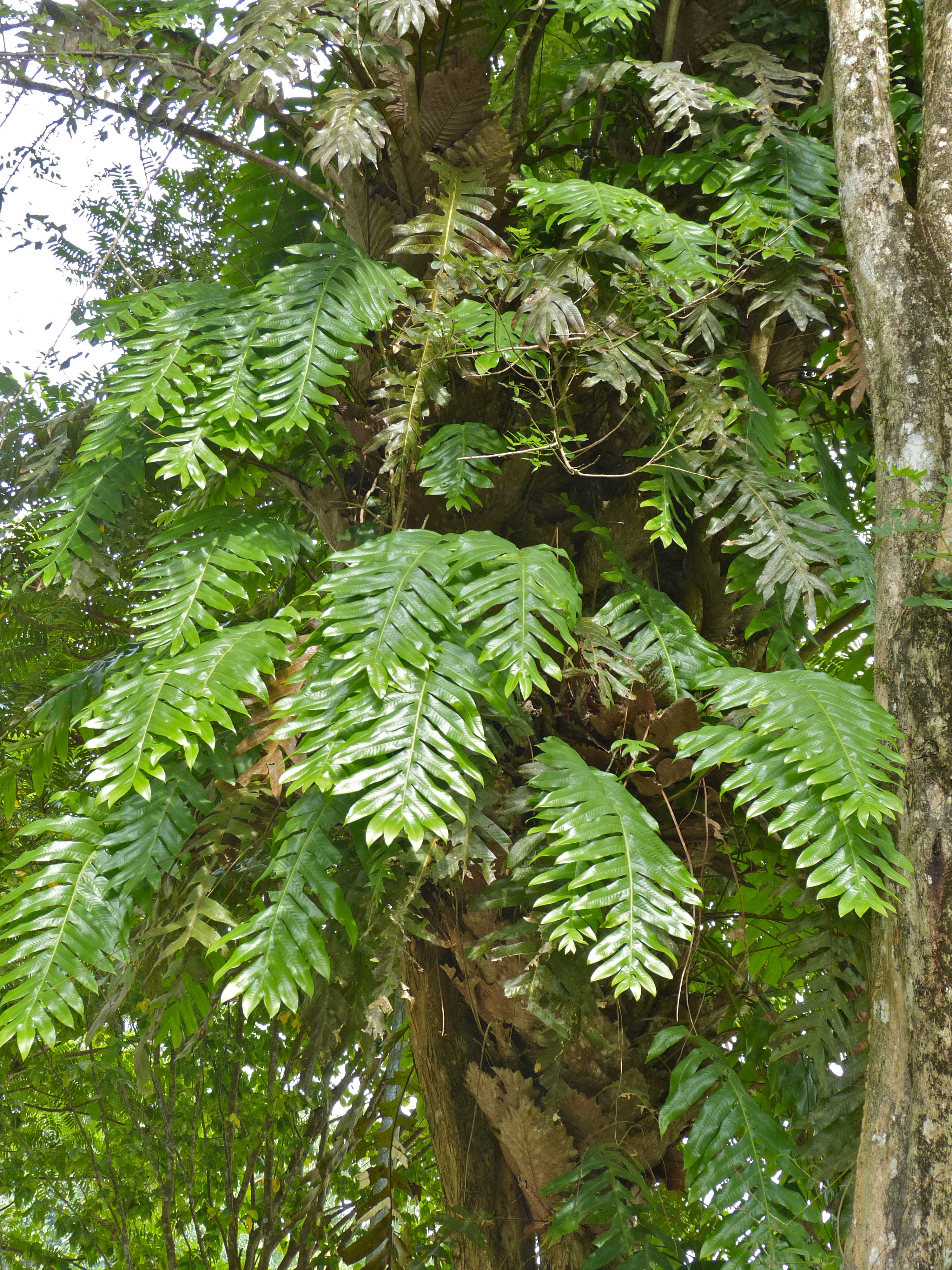
樹幹に着生する様子 D. quercifolia・以下すべて
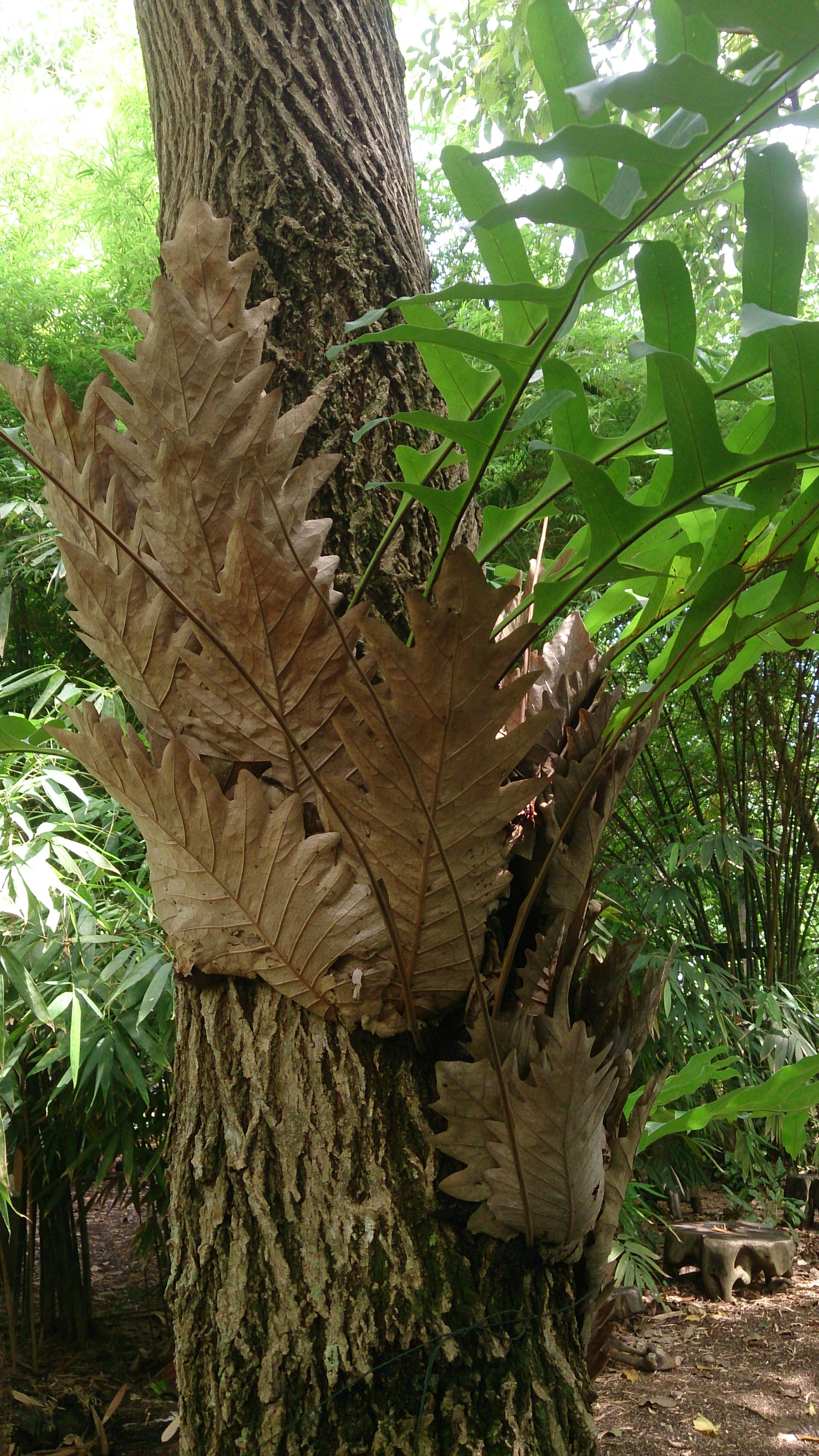
巣葉と胞子葉の基部
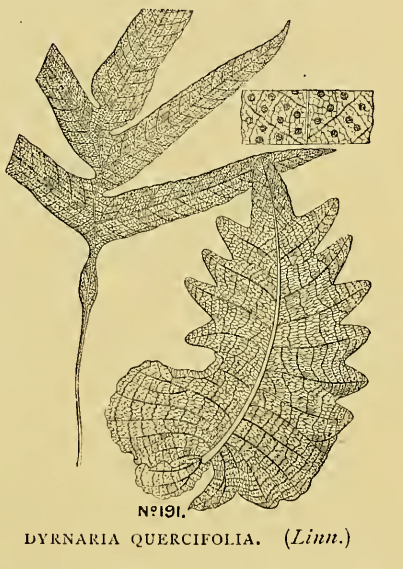
2種の葉・図版
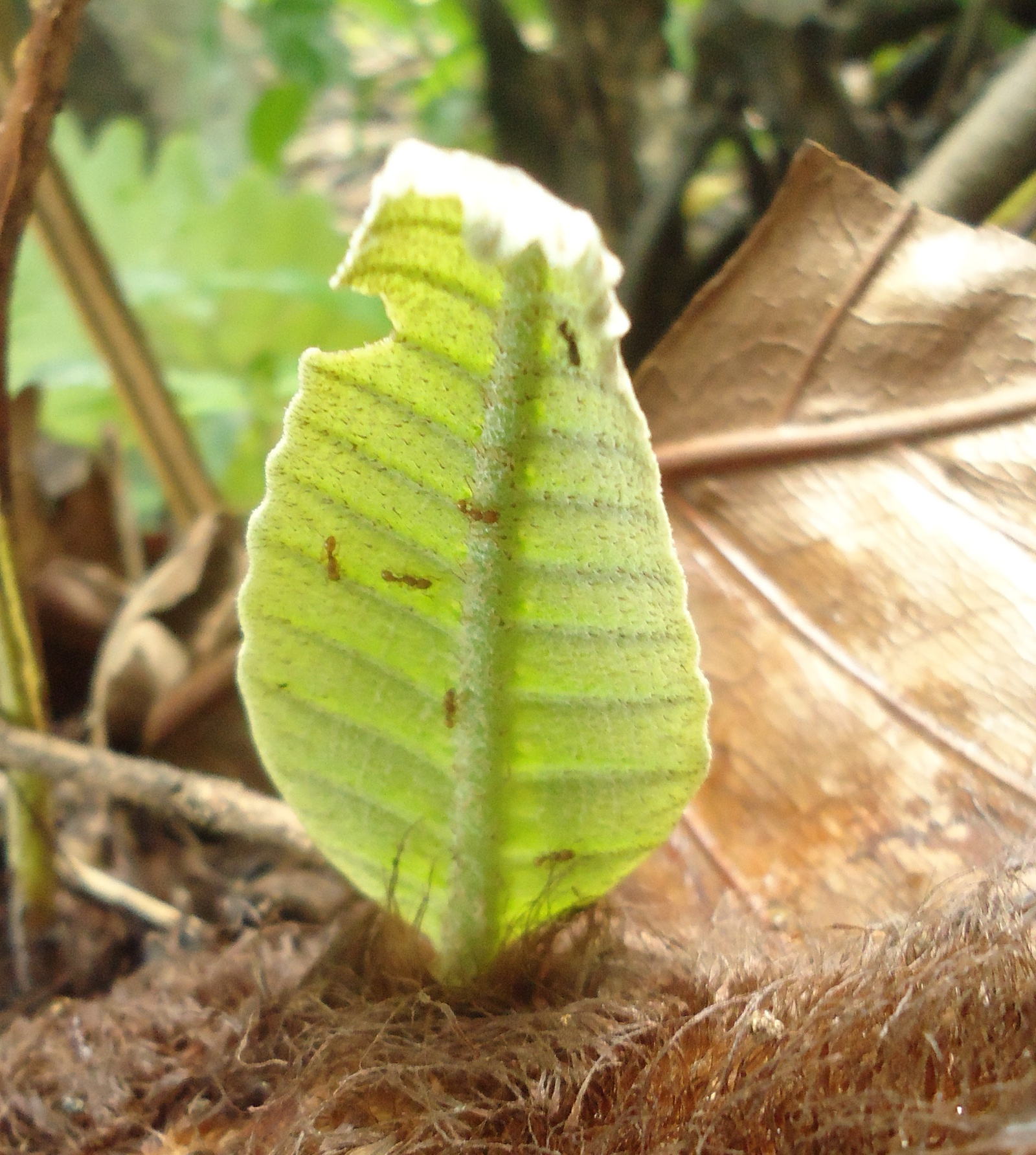
成長途中の巣葉
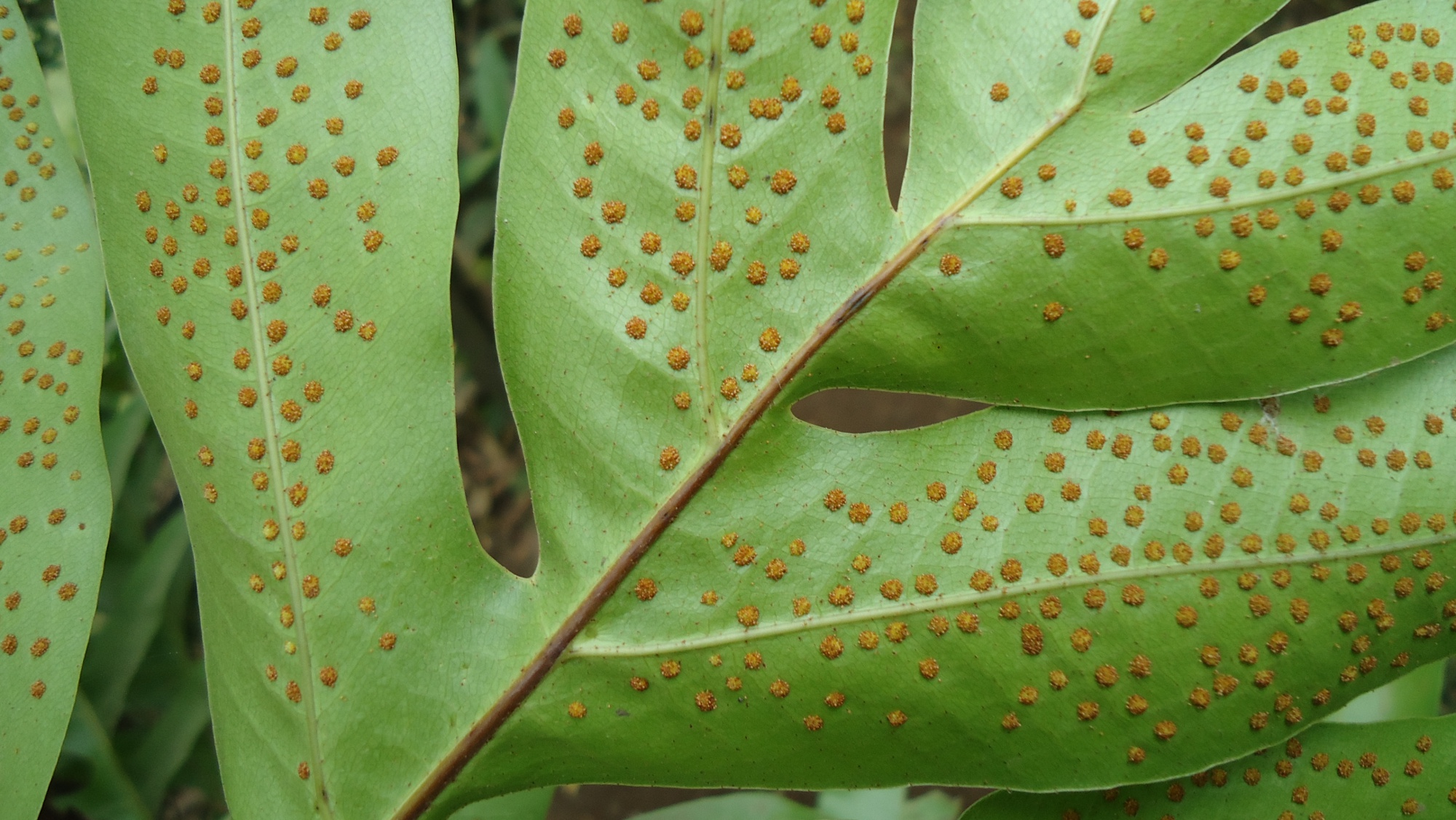
胞子葉の裏面

## 生育状況など
この植物は樹幹に着生し、匍匐茎を伸ばすが、無柄で幅広い巣葉は往々に互いに重なり合い、それによって匍匐茎と根をほとんど覆い隠す。この葉の内側に落葉を蓄積するが、その量はビカクシダ属に比べればずっと少ない。

## 分布と種
旧世界の熱帯域とオーストラリアに分布し、約20種が知られる。

## 類似の群
同じように葉に2形を持つものにビカクシダ属 Platycerium があり、やはり空中へ伸びる葉に胞子嚢をつけ、根本に広がる葉に落ち葉を蓄える。その点では本属と似ているが、本属のものではどちらの葉もこの科本来の葉の形をある程度残しているのに対して、ビカクシダ属ではかなり独特の姿になっている。またカザリシダ属 Aglaomorpha などでは葉に2形はないものの、胞子をつける葉の基部が横に広がって落ち葉を受ける構造となっており、同じような適応の方向を示すものとなっている。
ちなみに系統関係の面からは本属とビカクシダ属は縁が遠い。本属ともっとも近縁なのはカザリシダ属と考えられている。

## 代表的な種
以下に代表的な種をあげておく。
- Drynaria ハカマウラボシ属
  - D. roosii (fortunei) ハカマウラボシ
  - D. quercifolia カシノハウラボシ
  - D. rigidula
  - D. sparsisora
  - D. mollis
  - D. involuta

日本には従来は発見されていなかったが、1991年に沖縄本島で発見されたことが報告された。ただしたった1カ所、それも小さなコロニーだけとのことで、絶滅が大いに危惧されている。
※ただし、この自生地は米軍基地内のため、今のところは乱獲を防ぐことができている。

## 利害
観賞用に温室で栽培されることがある。その際には多少似た姿を持つカザリシダ属(アグラオモルファ)なども混同され、本属と纏めてドリナリアの名で呼ばれる場合もある。
D. rididula は胞子葉は長さ1-2mに達し、長い葉柄がある。南太平洋ではしばしば現地民族舞踊の際の髪飾りに用いられる。
またハカマウラボシ及び近縁種幾つかの根茎が薬用に用いられる。苦みがあって中国の医術で強精、長期の下痢、リュウマチ痛、歯痛などに用いられ、更に打撲傷や骨折にも効があるとされている。